# Tony Hawk's Pro Skater
Tony Hawk's Pro Skater (chamado de Tony Hawk's Skateboarding no Reino Unido, Austrália, Nova Zelândia e em algumas partes da Europa) é um jogo eletrônico de skate desenvolvido pela Neversoft e publicado pela Activision. Foi lançado em 29 de setembro de 1999 para PlayStation, sendo depois portado para Nintendo 64, Game Boy Color e Dreamcast em 2000, e para N-Gage em 2003.
Tony Hawk's Pro Skater é ambientado em um cenário tridimensional (3D) permeado por um ambiente de punk rock e ska. O jogador assume o controle de uma variedade de skatistas famosos e deve completar missões executando manobras de skate e coletando objetos. O jogo oferece vários modos, incluindo um modo carreira no qual o jogador deve completar os objetivos e evoluir os atributos de seus personagens, um modo livre no qual o jogador pode andar de skate sem nenhum objetivo e um modo multijogador que permite que dois jogadores joguem competitivamente.
Tony Hawk's Pro Skater foi aclamado pela crítica em todas as versões, exceto na versão de Game Boy Color, que teve uma recepção mais mista. O jogo resultou em uma franquia de sucesso, recebendo oito sequências anualizadas desenvolvidas pela Neversoft, de Pro Skater 2, de 2000, a Proving Ground, de 2007. Uma recriação do jogo e de Pro Skater 2, intitulada Tony Hawk's Pro Skater HD, foi lançada em 2012 para Microsoft Windows, PlayStation 3 e Xbox 360, com uma versão remasterizada de ambos os jogos lançada em setembro de 2020 para Microsoft Windows, PlayStation 4 e Xbox One.

## Jogabilidade

Em Tony Hawk's Pro Skater o jogador tem como um dos objetivos reunir todas as letras da palavra "SKATE" realizando manobras. A captura de tela foi tirada da versão de Dreamcast.

Tony Hawk's Pro Skater é um jogo eletrônico que coloca o jogador no controle de um famoso skatista e ocorre em uma visão em terceira pessoa com uma câmera fixa. O objetivo do jogo é realizar manobras e combinações em um skate, num esforço para aumentar a pontuação do jogador. Os movimentos podem ser alterados usando os botões direcionais, e ollies, grabs, flips e slides são atribuídos a botões individuais. Cada skatista tem oito grabs, oito slides e oito flips. O número de pontos ganhos em uma sequência de manobras bem-sucedidas depende da quantidade de tempo gasto no ar, do grau de rotação e do número e variedade de manobras realizadas; quanto mais uma única manobra for executada em uma sequência, menos pontos o jogador ganhará. Quando o jogador consegue executar manobras, um medidor especial aumenta. Quando esse medidor está cheio e piscando, o jogador é capaz de executar uma manobra especial que vale muito mais pontos que as manobras comuns. Se o jogador cair do skate, quaisquer pontos que possam ter sido ganhos com o combo atual serão perdidos e o medidor especial será esvaziado.
No "Modo Carreira" do jogo, o jogador deve completar cinco objetivos (representados por fitas de videocassete) em cada fase, dentro de um período de dois minutos. O jogador não é obrigado a completar todos os objetivos em uma única corrida; qualquer objetivo concluído é comprometido com a memória do jogo, o que permite que outros objetivos sejam concluídos em várias etapas de uma fase. Dois objetivos comuns em cada estágio são alcançados acumulando duas pontuações definidas, enquanto outro objetivo comum é coletar letras da palavra "SKATE" e outro objetivo comum é destruir cinco de um determinado objeto em cada fase. O quinto objetivo é mais variado, mas geralmente é orientado em torno de um elemento específico encontrado em cada estagio. A conclusão dos objetivos desbloqueia fases e equipamentos adicionais para uso. Três dos níveis do modo ocorrem em uma competição na qual o jogador se apresenta para juízes e acumula a pontuação mais alta em três rodadas de um minuto. O jogador recebe uma medalha de bronze, prata ou ouro, dependendo da pontuação final que recebe. Outros modos para um jogador incluem a "Single Session", na qual o jogador pode acumular livremente uma pontuação alta em dois minutos usando os níveis e personagens obtidos anteriormente, e o "Free Skate", no qual não há limite de tempo imposto.
O modo multijogador é jogado por dois jogadores em uma tela dividida e oferece três jogos: "Graffiti", "Trick Attack" e "HORSE". No "Graffiti", os jogadores devem acumular a pontuação mais alta mudando os elementos da fase para a sua própria cor, usando manobras. Se um jogador executar uma manobra de pontuação mais alta em um elemento que já foi marcado, o elemento mudará para a cor desse jogador. "Trick Attack" é um modo no qual os jogadores devem acumular a pontuação mais alta encadeando manobras. "HORSE" é um modo jogado intermitentemente entre dois jogadores, que deve competir em rodadas com duração de oito segundos ou até que uma manobra seja feita. O jogador com a pontuação mais baixa em qualquer turno recebe uma letra na palavra "HORSE" ou qualquer palavra que os jogadores tenham gerado antes do início do jogo. O primeiro jogador que acumular a palavra inteira perde.

## Desenvolvimento
Após os lançamentos de Top Skater, da Sega, e Street Sk8er, da Electronic Arts, a Activision identificou que jogos de simulação de skate estavam sendo um mercado crescente na indústria de jogos eletrônicos e concluiu que tal título relacionado iria ressoar com um público jovem. Antes do envolvimento da Neversoft no projeto, a tarefa de desenvolver um título de skate para a Activision foi entregue a outro estúdio. A tentativa deste estúdio não impressionou a Activision e não passou da fase conceitual. A editora decidiu então confiar o projeto nas mãos da Neversoft, que havia completado recentemente o jogo de tiro em terceira pessoa Apocalypse dentro de nove meses. Embora a Neversoft nunca tivesse desenvolvido um jogo esportivo antes, a equipe de desenvolvimento estava confiante em sua capacidade de realizar a tarefa antes do prazo final da temporada de festas natalinas de 1999.
Durante o desenvolvimento, a equipe da Neversoft passava seus intervalos de almoço em uma pista de boliche perto do estúdio, onde jogavam e estudavam Top Skater, da Sega, no fliperama. O design desse jogo serviu como uma forte influência básica, juntamente com as observações em skatistas da vida real no evento esportivo X Games. Embora a equipe tenha decidido que a linearidade de Top Skater não tinha o senso de diversão que eles buscavam, o elemento "pista de corrida" foi mantido em duas das fases do jogo. Ao contrário dos títulos subsequentes da série, a Neversoft não usou locais existentes como referência para o level design do jogo, mas simplesmente imaginou áreas que fizessem sentido com a proposta de pistas de skate, como uma escola ou uma cidade, e incorporou elementos como rampas e trilhos para beneficiar a jogabilidade. A equipe conscientemente priorizou a diversão em detrimento do realismo na abordagem do level design e da física do jogo.

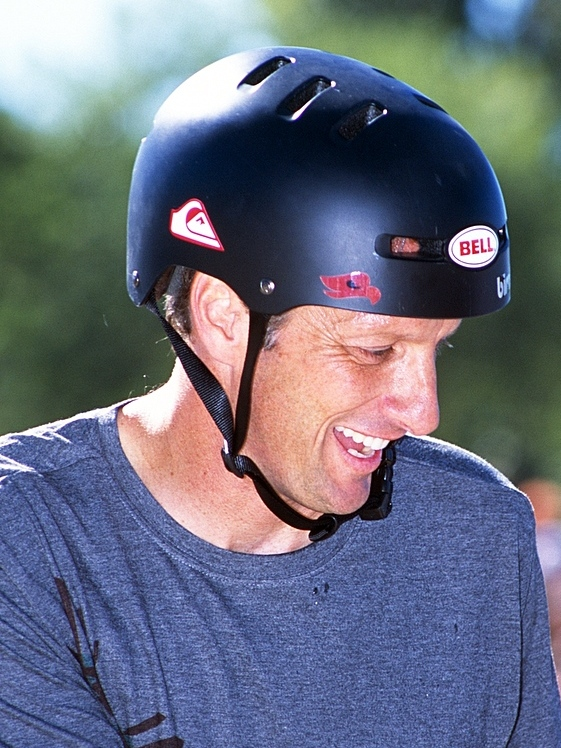
O skatista Tony Hawk, homônimo do jogo, em 2006.

O motor gráfico do jogo é uma versão modificada daquela vista no título anterior da Neversoft, Apocalypse. Em seu protótipo inicial, foi usado o personagem de Bruce Willis daquele jogo como o personagem jogável; quando o protótipo alcançou um estado funcional e demonstrativo, a equipe da Neversoft percebeu que seria necessário um skatista profissional para ajudar no restante da produção. Na época, Tony Hawk era uma figura popular no skate. Em setembro de 1998, a Activision entrou em contato com Hawk e organizou uma reunião entre ele e a Neversoft. Hawk ficou impressionado com a devoção dos membros da equipe de design ao skate, os controles e o motor da construção inicial de seus jogos e, assim, concordou em emprestar seu nome e envolvimento à produção. Posteriormente, Hawk recusaria a oferta da Activision de uma compra única pelo uso permanente de seu nome e semelhança no jogo em favor de um contrato de royalties no qual Hawk ganharia uma porcentagem por cada cópia vendida. Como resultado do eventual sucesso da série, Hawk ganharia dez vezes a oferta inicial da Activision em dois anos. Em 14 de janeiro de 1999, a Activision anunciou publicamente seu acordo com Hawk para incluí-lo no jogo. O vice-presidente sênior da Activision, Mitch Lasky, em uma entrevista com a GameSpot, afirmou que o personagem deveria "refletir o estilo de assinatura de Tony – uma intensa mistura de acrobacias e manobras técnicas". Hawk observou que "[ele] sempre quis ajudar a criar um jogo eletrônico que representasse a realidade e a emoção de um skatista profissional".
Hawk passou o tempo de desenvolvimento periodicamente jogando através das compilações do jogo e fornecendo feedback. Ele também selecionou um grupo de outros skatistas profissionais para incluir como personagens jogáveis com base em suas habilidades, personalidades e diversidade; cada skatista recebeu uma parte dos royalties e selecionou sua própria skin e manobra especial para o jogo. Ao animar os skatistas, a equipe de design dependia amplamente do uso de imagens de vídeo como referência. Tentou-se incorporar a captura de movimentos para ajudar no realismo das animações, mas devido à limitação da tecnologia na época, o resultado foi determinado por não ter traduzido tão bem quanto o que já havia sido animado. O giro aéreo de 900 graus (um dos destaques no jogo) foi extraído de imagens da famosa performance de Hawk no X Games naquele verão, e foi uma adição relativamente tardia como resultado.
A coleção de fitas de videocassete foi diretamente inspirada na coleção de estrelas de Super Mario 64. Ao projetar os objetivos, a equipe se reunia à mesa, desenhava uma fase e depois perguntava o que poderia ser feito dentro da referida fase, sobre a qual os membros da equipe forneceriam ideias. Os conceitos rejeitados resultantes dessas sessões incluem fases que ocorreriam em uma rodovia e um píer, e um cenário em que o jogador perderia uma roda e teria que andar de skate em três rodas. A manobra manual foi projetada para ser implementada no jogo, mas foi omitida devido a restrições de tempo; posteriormente, ela seria incluída em Tony Hawk's Pro Skater 2.

## Divulgação e lançamento
Em 26 de agosto de 1999, foi anunciada a inclusão de Elissa Steamer no jogo, juntamente com a data de lançamento oficial do título, em 29 de setembro. Uma demonstração jogável com apenas dois skatistas disponíveis foi integrada ao CD de compilação Jampack Summer '99 lançado pela revista PlayStation Underground. A pré-venda do jogo ficou disponível duas semanas antes de seu lançamento; quem o encomendou na Electronics Boutique ou na Funcoland, respectivamente, recebeu uma réplica em miniatura do skate Birdhouse de Tony Hawk, uma folha de adesivos com os dez skatistas profissionais do jogo e uma dica diferente do jogo na parte de trás de cada adesivo. Uma segunda demonstração jogável foi incluída em um disco promocional lançado pela Pizza Hut em 14 de novembro de 1999.
Como a Neversoft começou o desenvolvimento de Tony Hawk's Pro Skater 2 pouco antes do lançamento do primeiro jogo, a Activision colocou o desenvonvimento do porte do jogo para Nintendo 64 nas mãos da Edge of Reality, que recentemente havia portado Monster Truck Madness 2 para a mesma plataforma. O porte para Nintendo 64 foi anunciado em 18 de agosto de 1999, com uma data de lançamento prevista para março de 2000, cujo foi anunciada em fevereiro. A versão de Nintendo 64, bem como a versão de Game Boy Color, receberam uma intensa campanha publicitária de vários milhões de dólares em vários canais juvenis nos Estados Unidos nas duas primeiras semanas de abril de 2000. Clientes que compraram a versão de Game Boy Color na Toys "R" Us ou na Funcoland receberam um skate em miniatura de edição especial.
Como resultado das vendas decepcionantes de Blue Stinger, a Activision foi desencorajada em publicar mais títulos para o Dreamcast e abandonou a publicação de Tony Hawk's Pro Skater no console para a Crave Entertainment. Após especulações on-line e comentários provocativos de membros da empresa, um porte para Dreamcast, desenvolvido pela Treyarch, foi anunciado oficialmente em 14 de dezembro de 1999 para lançamento no segundo trimestre de 2000. A versão de N-Gage estava programada para ser lançada em outubro de 2003 em 16 de maio de 2003. O jogo veio com o N-Gage QD, lançado em 2004.

### Portes
O porte para Nintendo 64 de Tony Hawk's Pro Skater foi desenvolvido pela Edge of Reality e lançado em 15 de março de 2000. Embora seja amplamente fiel à versão original e mantenha todos os modos de jogo, personagens e fases, a trilha sonora foi truncada e as vozes foram removidas para acomodar o espaço reduzido no formato do cartucho. Os efeitos no sangue também foram removidos. A versão de Dreamcast foi desenvolvida pela Treyarch, publicada pela Crave Entertainment e lançada em 24 de maio de 2000. Os gráficos e as animações da versão de Dreamcast são aprimorados dos da versão de PlayStation.
A versão de Game Boy Color foi desenvolvida pela Natsume e lançada em 30 de março de 2000. A versão de Game Boy Color é uma adaptação, e não um verdadeiro porte da versão de PlayStation, devido à capacidade limitada da plataforma. O jogo oferece dois estilos de jogo diferentes: uma visão aérea com rolagem vertical e uma visão lateral na qual há uma rampa de cada lado. Existem quatro modos de jogo em que o jogador pode executar apenas algumas manobras. No "Modo Half Pipe", o jogador deve tentar alcançar a maior pontuação possível. "Tournament Mode" é um jogo de rolagem vertical de cinco fases, no qual o jogador deve competir contra três skatistas controlados por computador e alcançar a classificação mais alta. Os saltos são feitos automaticamente quando o jogador manobra nas rampas e as manobras são exibidos como uma breve imagem estática. "Versus Mode" e "Rival Mode" são idênticos ao "Tournament Mode", exceto que o jogador joga em uma única fase contra um único oponente; o oponente no "Rival Mode" é controlado por computador, enquanto o oponente no "Versus Mode" é humano, o que requer o uso de um Cabo Game Link.
A versão de N-Gage foi desenvolvida pela Ideaworks3D e lançada em 13 de outubro de 2003, uma semana após o lançamento do N-Gage. O jogo é um porte fiel da versão de PlayStation e mantém a maioria dos personagens, fases, esquema de controles e música original, além de adicionar fases de Tony Hawk's Pro Skater 2 e dois modos multijogador; esses modos funcionam através do recurso Bluetooth do N-Gage.
Uma recriação do jogo e de Tony Hawk's Pro Skater 2, chamada Tony Hawk's Pro Skater HD, foi desenvolvida pela Robomodo e lançada em julho de 2012 para Xbox 360, em agosto para PlayStation 3 e em setembro para Microsoft Windows. Uma remasterização de Tony Hawk's Pro Skater e Pro Skater 2, intitulada Tony Hawk's Pro Skater 1 + 2, foi desenvolvida pela Vicarious Visions e lançado em 4 de setembro de 2020 para Microsoft Windows, PlayStation 4 e Xbox One. A remasterização inclui todos as fases e skatistas dos jogos originais e novos skatistas jogáveis, mas inclui modos aprimorados de criação de skatistas e criação de parques, multijogador on-line e outros novos recursos, além de apresentar a maioria das trilhas sonoras originais, com algumas exceções devido a problemas de licenciamento, e novas músicas adicionadas.

## Trilha sonora
| N.º | Título                        | Artista              | Duração |  |
| 1.  | "New Girl"                    | The Suicide Machines | 2:02    |  |
| 2.  | "Superman"                    | Goldfinger           | 3:04    |  |
| 3.  | "Screamer/Nothing to Me"      | Speedealer           | 2:05    |  |
| 4.  | "Police Truck"                | Dead Kennedys        | 2:23    |  |
| 5.  | "Jerry Was a Race Car Driver" | Primus               | 3:09    |  |
| 6.  | "Commited"                    | Unsane               | 2:41    |  |
| 7.  | "Euro-Barge"                  | The Vandals          | 1:53    |  |
| 8.  | "Cyco-Vision"                 | Suicidal Tendencies  | 1:50    |  |
| 9.  | "Vilified"                    | Even Rude            | 3:28    |  |
| 10. | "Here & Now"                  | The Ernies           | 3:30    |  |